# 동아나톨리아 지역

동아나톨리아 지역

동아나톨리아 지역(튀르키예어: Doğu Anadolu Bölgesi)은 튀르키예 동부에 위치한 지역으로 면적은 146,330km2, 인구는 5,775,225명(2010년 기준)이다. 튀르키예 전체 면적의 21%를 차지한다.
아나톨리아 동부 지역에 위치하며 북쪽으로는 흑해 지역, 서쪽으로는 중앙아나톨리아 지역과 지중해 지역, 남쪽으로는 동남아나톨리아 지역과 이라크, 동쪽으로는 이란과 아제르바이잔(나히체반 공화국), 아르메니아와 접한다. 튀르키예에서 평균 고도가 가장 높고 면적이 가장 넓은 지역이지만 튀르키예에서 인구가 가장 적은 지역이기도 하다.

## 주

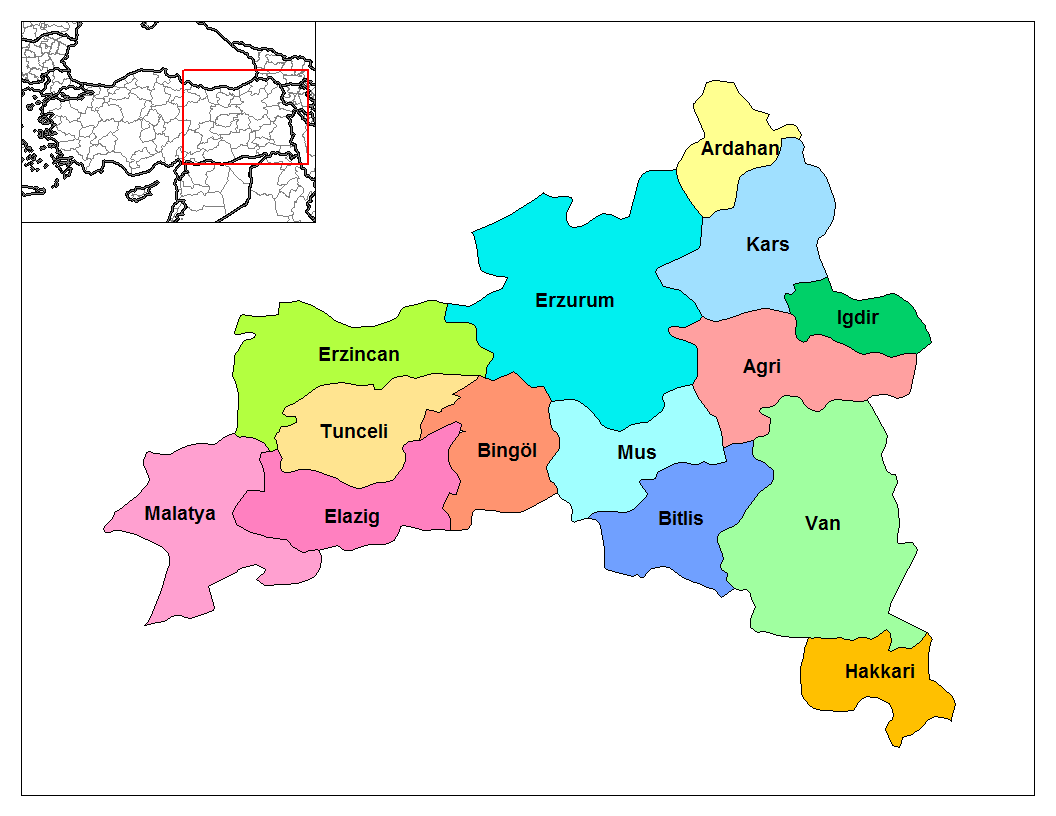
동부 아나톨리아 지역에 속하는 주

- 아르주
- 빙괼주
- 비틀리스주
- 엘라지주
- 에르진잔주
- 에르주룸주
- 하카리주
- 카르스주
- 말라티아주
- 무슈주
- 툰젤리주
- 반주
- 아르다한주
- 이디르주

## 인구
인구는 6,100,000명(2000년 기준)이며 튀르키예에서 흑해 지역 다음으로 마을 인구가 가장 많은 지역이다. 이주민이 가장 많으며 튀르키예에서 인구 밀도(35명/km2)가 가장 낮은 지역이기도 하다.

## 지리
평균 고도는 2,200m이며 산지가 많다. 평지와 고지, 커다란 산과 산맥이 분포하며 산맥은 남북으로 뻗어 있다. 노아의 방주 전설로 유명한 산인 아라라트산이 있다.